# Elliptera clausa
Elliptera clausa är en tvåvingeart som beskrevs av Osten Sacken 1877. Elliptera clausa ingår i släktet Elliptera och familjen småharkrankar. Inga underarter finns listade i Catalogue of Life.